# Порт-Сент-Мэри

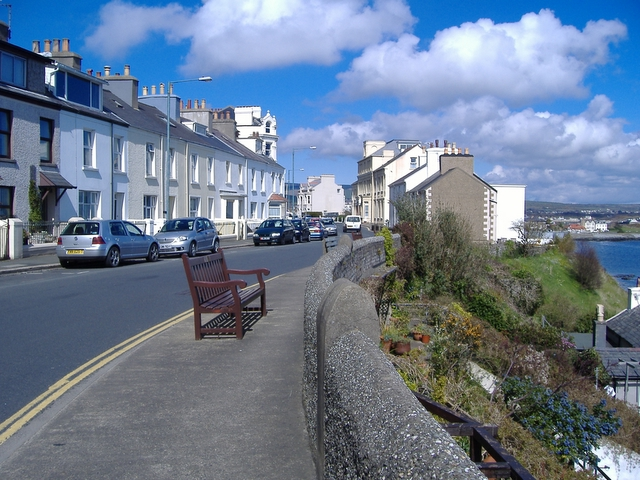
Улица в Порт-Сент-Мэри

Порт-Сент-Мэри (англ. Port St. Mary, мэн. Purt le Moirrey) — посёлок (village) на острове Мэн. Население составляет 1941 жителей (перепись 2001 года). Порт-Сент-Мэри расположен на берегу моря, вблизи юго-западной оконечности острова.

## Транспорт
В Порт-Сент-Мэри расположен небольшой порт. Порт в основном используется рыбацкими судами, яхтами, нерегулярно также грузовыми и пассажирскими судами.
В Порт-Сент-Мэри расположена станция Железной дороги острова Мэн (предпоследняя перед конечной станцией в Порт-Ирине).

## Достопримечательности
- Рядом с Порт-Сент-Мэри расположена живописная долина Colby Glen, по которой проложены маршруты для прогулок[2]
- Церковь Сент-Мэри была построена в 1883—1884 годах, освящена 25 января 1884 года[3]. Стиль — английская неоготика.